# Steven Michael Goodman
Steven Michael Goodman és un biòleg de la conservació i biòleg de camp estatunidenc que treballa al Departament de Zoologia del Museu Field d'Història Natural.
Es graduà a la Universitat de Michigan el 1984, es doctorà a la Universitat d'Hamburg el 2000 i aconseguí una HDR a la Universitat de París-Sud XI el 2005. Juntament amb el Fons Mundial per a la Natura, a principis de la dècada del 1990 fundà l'Ecological Training Program (ETP).

## Obra
- Extinct Madagascar: Picturing the Island's Past. Steven M. Goodman, William L. Jungers, University of Chicago Press, 2014, ISBN 978-0-226-14397-2
- The Natural History of Madagascar. Editors	Steven M. Goodman, Jonathan P. Benstead, University of Chicago Press, 2003, ISBN 978-0-226-30306-2
- The Birds of Egypt. Edited by Steven M.Goodman & Peter L.Meininger,Oxford University Press, 1989, ISBN 0-19-857644-7

## Guardons
- Beques MacArthur 2005[4]
- Biodiversity Award de la Bay and Paul Foundation